# Virtus Eirene Ragusa 2010-2011
La stagione 2010-2011 della Virtus Eirene Ragusa è stata la seconda consecutiva disputata in Serie A2 femminile.

## Stagione
Sponsorizzata dalla Passalacqua Spedizioni, la società ragusana si è classificata al quarto posto nel Girone Sud della seconda serie e ha partecipato ai play-off per la promozione. Ha eliminato Orvieto ma si è fermata in semifinale contro Chieti.

## Rosa
| Giocatrici |
| ---------- |

| N° | Naz.                | Ruolo | Sportivo              | Anno | Alt. |  |
| -- | ------------------- | ----- | --------------------- | ---- | ---- |  |
| 4  | Italia (bandiera)   | G     | Lucia Cabibbo         | 1980 | 175  |  |
| 5  | Italia (bandiera)   | G     | Mara Buzzanca         | 1976 | 170  |  |
| 7  | Italia (bandiera)   | AC    | Ludovica Chimenz      | 1990 | 186  |  |
| 8  | Italia (bandiera)   | G     | Giovanna Granieri     | 1974 | 170  |  |
| 9  | Italia (bandiera)   | C     | Felicita Zerella      | 1983 | 184  |  |
| 10 | Italia (bandiera)   | P     | Francesca Di Battista | 1980 | 175  |  |
| 11 | Italia (bandiera)   | G     | Marta Tarantino       | 1988 | 180  |  |
| 12 | Bulgaria (bandiera) | C     | Dimana Georgieva      | 1988 | 190  |  |
| 15 | Italia (bandiera)   |       | Martina Cataldi       | 1994 |      |  |
| 15 | Italia (bandiera)   |       | Valeria Cappellone    | 1981 |      |  |
| 16 | Italia (bandiera)   | G     | Veronica Minardi      | 1992 | 175  |  |
| 20 | Italia (bandiera)   | AC    | Serena Scoglia        | 1989 | 178  |  |
| 21 | Italia (bandiera)   | G     | Federica Mazzone      | 1983 | 176  |  |

| Staff tecnico                                                 |
| ------------------------------------------------------------- |
| Allenatore: Massimo Romano, dal 10 febbraio Tony Valentinetti |
| Assistente allenatore: Maurizio Ferrara                       |
| Addetto statistiche: Sebastiano Cutrone                       |
| Preparatore atletico: Giuseppe Bocchieri                      |

| Giocatrici acquisite a stagione in corso |
| ---------------------------------------- |

| N° | Naz. | Ruolo | Sportivo | Anno | Alt. |  |
| -- | ---- | ----- | -------- | ---- | ---- |  |

| Giocatrici cedute a stagione in corso |
| ------------------------------------- |

| N° | Naz. | Ruolo | Sportivo | Anno | Alt. |  |
| -- | ---- | ----- | -------- | ---- | ---- |  |

Scheda su LegABasketFemminile.it

## Dirigenza
- Presidente: Gianstefano Passalacqua
- Vicepresidente: Davide Passalacqua
- General manager: Giuseppe Dioguardi
- Dirigente accompagnatore: Giovanni Carbone
- Dirigente responsabile: Salvatore Padua
- Addetto stampa: Maurizio Antoci e Alessandro Bongiorno
- Addetto marketing e logistica: Raffaele Carnemolla
- Responsabile settore giovanile: Emanuele Sgarlata